# The Toy Dolls
The Toy Dolls — британская панк-группа. 
Образовалась в Сандерленде 20 октября 1979 года как часть второй волны панк-рока. Несмотря на то, что единственным массивным коммерческим успехом коллектива стал сингл Nellie the Elephant в 1984 году, и при этом в группе происходили непрерывные смены состава, команда активно гастролирует и выпускает альбомы.

## Стиль
В музыке The Toy Dolls органично сплелись элементы самых неожиданных стилей: Oi!, поп-панк, рок-н-ролл. Ритмика и структура песен и припевов отдаленно напоминает творения Status Quo и AC/DC, хотя четко прослеживается влияние классических панк-групп Ramones, Buzzcocks, The Dickies и даже The Adicts.
Группа знаменита своим жизнерадостным нравом и удивительно технично сыгранными интерпретациями классических, в том числе симфонических, произведений. Все альбомы группы выдержаны в едином стиле и звучании, наибольшим успехом у слушателей пользуются диски Dig That Groove Baby, Fat Bob’s Feet, Absurd-Ditties и Orcastrated. Особое внимание стоит заострить на двойном сборнике синглов Cheerio and Toodlepip! The Complete Singles, наполовину состоящем из неальбомных произведений коллектива.
Команда четыре раза приезжала в Россию.

## История
Группа образовалась в октябре 1979 года в составе: Пит Зулу (Pete Zulu, настоящее имя Peter Robson — вокал), Olga (настоящее имя — Michael Algar, гитара), Флип (Philip Dugdale, бас-гитара) и Мистер Скотт (Colin Scott, ударные). Свой первый концерт квартет дал в сандерлендском Millview Social Club 20 октября 1979 года. После нескольких местных концертов Пит Зулу ушел, чтобы собрать собственный состав, Zulu & The Heartaches. На его место явился Hud, который прежде никогда не пел: он ушел после одного-единственного концерта. Следующее своё выступление, в сандерлендском клубе Wine Loft, группа решила не отменять, а провести втроем. Олга с гитарой вышел к микрофону — Toy Dolls превратились в трио. Получив несколько восторженных отзывов в местной прессе (Sunderland Echo), группа расширила свою сферу влияния на весь английский северо-восток. Первый сингл Tommy Kowey’s Car (с «She Goes To Finos» на обороте) удалось выпустить при спонсорской поддержке местного бизнесмена. 500 первых экземпляров были распроданы, но группа не нашла больше денег, чтобы продолжить распечатывание тиража.
Затем подружка Мистера Скотта вдруг потребовала, чтобы барабанщику платили по 10 фунтов за концерт. Поскольку группа едва сводила концы с концами, это требование оказалось неприемлемым, и за ударные сел Дин Джеймс (наст. имя — Dean Robson), который, как выяснилось, всегда мечтал быть гитаристом, а потому и покинул состав 4 месяца спустя. Флип и Олга (которым было по 19) прослышали от друзей, что есть такой Тревор Брюис (Trevor Brewis): парень, пусть и постарше чем они сами, но относящийся к делу с таким же энтузиазмом. Trevor the Frog, однако, через месяц ушел, причину сформулировав так: «Мне не нравилось, что меня называли Лягушкой», — и собрал собственный состав Danceclass. В группу пришел Teddy (наст. имя Graham Edmundson): возможно, лучший из барабанщиков, что прошли через Toy Dolls, он задержался недолго, поскольку мечтал о совсем другой карьере — в бизнесе по производству визитных карточек. Тедди, однако, можно расслышать на She’s a Worky Ticket (песня вошла в сборник NEI), Deirdre’s a Slag и She goes to Finos (из сборника Strength Thru Oi!).
Сменив еще нескольких ударников и остановив свой выбор на Счастливом Бобе (Happy Bob; настоящее имя — Роберт Кент, Robert Kent), игравшем когда-то с Олгой в Showbiz Kids, группа записала The Toy Dolls EP, выпуск которого сама же профинансировала. К этому времени The Toy Dolls стали известны по всей стране; в числе тех, кто активно поддерживал группу, был известный oi!-энтузиаст Гари Бушелл (писавший в Sounds). Лейбл Zonophone (дочерний по отношению к EMI) подписал с группой контракт, но этот союз оказался бесплодным: его единственным результатом стал выпуск Everybody Jitterbug.
Первый шаг к общенациональной известности Toy Dolls помогли сделать Angelic Upstarts, пригласившие их в турне. Тогда-то и появилась первая версия Nellie The Elephant, ставшей впоследствии классикой юмористического поп-панка. За два дня до начала запланированных вторых гастролей с Angelic Upstarts Олгер неожиданно распустил состав, после чего реформировал Toy Dolls уже с басистом Бонни Базом (Bonnie Baz, настоящее имя Barry Warne) и ударником Малкольмом Диком (Malcom Dick). Этот состав записал в 1983-84 годах три сингла: Cheerio & Toodle Pip, Alfie From the Bronx, We’re Mad, а также вторую версию Nellie The Elephant, которая в 1984 году разошлась 535-тысячным тиражом и поднялась в Британии до 4-го места. К этому времени у группы уже был контракт с йоркским лейблом Volume Records, который выпустил альбомы Dig That Groove Baby (март 1983 года), Far Out Disc (апрель 1985 года) и Idle Gossip (август 1986 года). Позже группа записывалась на Nit Records (альбомы Barefaced Cheek и Ten Years of Toy Dolls) и Receiver Records.
После 2000 года Олгер дважды гастролировал в качестве бас-гитариста в составе The Dickies, а однажды оказался в составе The Adicts. Вопреки заголовку альбома Our Last Album?, записанного Олгером с барабанщиком Дэйвом Натом (Dave the Nut, настоящее имя Dave Nuttall) и басистом Томом Губером (Tom Goober, он же — Thomas Woodford Blyth), карьера группы не завершена. В 2005 году The Toy Dolls выступили на Летнем рок-фестивале в Биаррице («Les Extravagances» de Biarritz).

## Дискография
| Album                           | Year |
| ------------------------------- | ---- |
| Dig That Groove Baby            | 1983 |
| A Far Out Disc                  | 1985 |
| Idle Gossip                     | 1986 |
| Bare Faced Cheek                | 1987 |
| Ten Years of Toys               | 1989 |
| Wakey Wakey                     | 1989 |
| 22 Tunes Live from Tokyo        | 1990 |
| Fat Bob’s Feet                  | 1991 |
| Absurd-Ditties                  | 1993 |
| Orcastrated                     | 1995 |
| One More Megabyte               | 1997 |
| On Stage in Stuttgart           | 1999 |
| Anniversary Anthems             | 2000 |
| Our Last Album?                 | 2004 |
| Treasured Toy Dolls Tracks Live | 2006 |
| The Album After The Last One    | 2012 |
| Episode XIII                    | 2019 |